# تينجري
تينجري (بالفرنسية: Tingry)‏ هي بلدية تقع في إقليم باد كاليه من منطقة نور با دو كاليه في شمال فرنسا. تبلغ مساحة هذه المدينة 11.36 (كم²)، وترتفع عن سطح البحر 71 م، يبلغ عدد سكانها 319 نسمة حسب إحصاء المعهد الوطني للإحصاء والدراسات الاقتصادية سنة 2009 م. وترأس Daniel Forestier البلدية خلال فترة (2008-2014).